# 책임읍면동제
책임읍면동제(責任邑面洞制)는 기존 읍·면·동 중 하나를 지정해 주변 읍·면·동 지역의 기초지방자치단체(시·군·자치구)의 사무를 겸임하는 제도이다. 대동제(大洞制)라고도 한다.

## 개요
박근혜 정부는 많게는 수백억 원에 이르는 청사 건축비 등 설치 비용을 줄일 수 있는 장점을 내세워 분구 및 출장소의 설치를 억제하고 책임읍면동 지정을 장려하였다. 반면, 책임읍면동의 장이 5급에서 구청장과 같은 4급으로 격상되고 책임읍면동마다 4개의 과(과장: 5급 공무원)가 신설돼 책임읍면동 하나에 4급 1명, 5급 3명 등 총 10여 명의 공무원이 증원되므로, 공무원들의 승진과 자리 늘리기를 위한 제도라는 비판도 제기되고 있다.
책임읍면동은 복지 민원 등 주민밀착형 사무를 이관받지만 가족관계등록 사무 등 행정구나 출장소에 비해 이관받지 못하는 사업이 상당히 많기 때문에, 이에 관한 지정은 구청의 초기 설치 비용과의 단순 비교에 그치지 말고 주민의 편의와 행정의 효율성 등 여러 사정을 두루 살펴야 하고, 지역 주민의 의사를 적극적으로 수렴해 결정되어야 한다.

## 현황
2016년 12월 말 기준으로 부천시가 기존 3개 구청을 모두 없앤 뒤 전 지역을 대상으로 책임읍면동제를 시행하다가 2024년 1월 1일 폐지하고 일반구가 부활하였다. 남양주시에서 3곳을 대상으로, 그 밖에 군포시, 원주시, 시흥시 등에서 1곳을 대상으로 이 제도를 시행하고 있다.
정종섭이 행정자치부 장관이던 2015년 4월 14일부터 시행을 독려한 이 제도는 책임읍면동사무소의 몸집을 키우는데 들이는 많은 비용(책임 읍면동사무소의 개청 비용, 공무원 정원 증가, 근무방식 변경 등)에 비해 국민이 체감하는 행정서비스의 개선 효과가 낮다는 문제가 지적되었다. 이는 준비 없이 즉흥적으로 제도 도입을 추진해 위임업무의 분장, 전산시스템 연동, 인력 배분 등이 제대로 이루어지지 않았기 때문에 생긴 문제로, 이로 인해 현장에서는 각종 행정 혼란이 발생해 주민들과 공무원들의 불편이 초래되었다. 결국, 이 제도는 2016년 7월 4일 부천시의 시행을 끝으로 첫 시행 후 1년여 만에 확대 시행이 중단되었다. 또한 부천시는 2024년 1월부터 책임읍면동제 시행 종전대로 구청과 종전 행정동을 재설치함에 따라, 부천시에서 책임읍면동제가 7년 반 만에 폐지된다.
| 시·군           | 책임읍면동                                 | 관할 구역                                             | 시행일           | 비고                                                             |
| --------------- | ------------------------------------------ | ----------------------------------------------------- | ---------------- | ---------------------------------------------------------------- |
| 세종특별자치시  | 조치원읍                                   | 조치원읍, 연서면, 전의면, 전동면, 소정면              | 2015년 12월 28일 |                                                                  |
| 세종특별자치시  | 아름동                                     | 고운동, 아름동, 종촌동, 도담동, 어진동                | 2015년 12월 28일 |                                                                  |
| 경기도 광주시   | 오포1동                                    | 오포1동, 오포2동, 신현동, 능평동 (구 오포읍 일원)     | 2016년 1월 4일   | 2022년 8월 31일까지, 오포읍이 책임읍                             |
| 경기도 군포시   | 군포1동                                    | 군포1동, 군포2동, 대야동, 송부동                      | 2015년 3월 23일  |                                                                  |
| 경기도 남양주시 | 와부읍                                     | 와부읍, 조안면                                        | 2016년 1월 4일   |                                                                  |
| 경기도 남양주시 | 진접읍                                     | 진접읍, 오남읍                                        | 2017년 2월 6일   |                                                                  |
| 경기도 남양주시 | 화도읍                                     | 화도읍, 수동면                                        | 2016년 1월 4일   |                                                                  |
| 경기도 남양주시 | 진건읍                                     | 진건읍, 퇴계원읍                                      | 2017년 2월 6일   |                                                                  |
| 경기도 남양주시 | 호평동                                     | 호평동, 평내동                                        | 2016년 1월 4일   |                                                                  |
| 경기도 남양주시 | 다산1동                                    | 다산1동 (구 도농동), 다산2동 (구 지금동)              | 2017년 2월 6일   | 2017년 12월 18일까지, 도농동이 책임동                            |
| 경기도 남양주시 | 별내동                                     | 별내동, 별내면                                        | 2017년 2월 6일   |                                                                  |
| 경기도 남양주시 | 금곡동                                     | 금곡동, 양정동                                        | 2017년 2월 6일   |                                                                  |
| 경기도 부천시   | 심곡동                                     | 심곡동 (구 심곡1·2·3동, 원미2동, 소사동)              | 2016년 7월 4일   | 2019년 5월 20일, 행정동 통폐합 2024년 1월 1일, 책임읍면동제 폐지 |
| 경기도 부천시   | 부천동                                     | 부천동 (구 원미1동, 역곡1동, 역곡2동, 춘의동, 도당동) | 2016년 7월 4일   | 2019년 5월 20일, 행정동 통폐합 2024년 1월 1일, 책임읍면동제 폐지 |
| 경기도 부천시   | 중동                                       | 중동 (구 중동, 상동)                                  | 2016년 7월 4일   | 2019년 5월 20일, 행정동 통폐합 2024년 1월 1일, 책임읍면동제 폐지 |
| 경기도 부천시   | 신중동                                     | 신중동 (구 약대동, 중1·2·3·4동)                       | 2016년 7월 4일   | 2019년 5월 20일, 행정동 통폐합 2024년 1월 1일, 책임읍면동제 폐지 |
| 경기도 부천시   | 상동                                       | 상동 (구 상1·2·3동)                                   | 2016년 7월 4일   | 2019년 5월 20일, 행정동 통폐합 2024년 1월 1일, 책임읍면동제 폐지 |
| 경기도 부천시   | 대산동                                     | 대산동 (구 심곡본(1)동, 송내1·2동)                    | 2016년 7월 4일   | 2019년 5월 20일, 행정동 통폐합 2024년 1월 1일, 책임읍면동제 폐지 |
| 경기도 부천시   | 소사본동                                   | 소사본동 (구 소사본(3)동)                             | 2016년 7월 4일   | 2019년 5월 20일, 행정동 통폐합 2024년 1월 1일, 책임읍면동제 폐지 |
| 경기도 부천시   | 범안동                                     | 범안동 (구 범박동, 괴안동, 역곡3동)                   | 2016년 7월 4일   | 2019년 5월 20일, 행정동 통폐합 2024년 1월 1일, 책임읍면동제 폐지 |
| 경기도 부천시   | 성곡동                                     | 성곡동 (구 성곡동, 고강본·1동)                        | 2016년 7월 4일   | 2019년 5월 20일, 행정동 통폐합 2024년 1월 1일, 책임읍면동제 폐지 |
| 경기도 부천시   | 오정동                                     | 오정동 (구 원종1·2동, 오정동, 신흥동)                 | 2016년 7월 4일   | 2019년 5월 20일, 행정동 통폐합 2024년 1월 1일, 책임읍면동제 폐지 |
| 경기도 시흥시   | 대야동                                     | 대야동, 신천동                                        | 2015년 3월 16일  |                                                                  |
| 경기도 의정부시 | 장암동, 신곡1·2동, 송산3동, 자금동, 고산동 | 송산1·2·3동                                           | 2016년 1월 4일   | 2024년 7월 1일 조직 개편                                         |
| 경기도 의정부시 | 흥선동                                     | 의정부1·2동, 호원1·2동, 가능동, 흥선동, 녹양동        | 2016년 1월 4일   | 2024년 7월 1일 조직 개편                                         |
| 강원도 원주시   | 단구동                                     | 단구동, 반곡관설동                                    | 2015년 5월 1일   |                                                                  |
| 충청북도 청주시 | 오창읍                                     | 오창읍                                                | 2021년 7월 1일   |                                                                  |
| 경상북도 경주시 | 안강읍                                     | 안강읍, 강동면                                        | 2016년 5월 2일   |                                                                  |

## 같이 보기
- 행정구
- 출장소